# Тимченко, Пётр Антонович
Петр Антонович Тимченко (1896, город Сумы Харьковской губернии, теперь Сумской области — ?) — советский партийный деятель, председатель Львовского облисполкома.

## Биография
Родился в многодетной семье Антона Симоновича Тимченко. Был младшим сыном. В четыре года умерла его мать, а в семь — отец. Воспитывался в семье старшего брата. Окончил три класса Сумской церковно-приходской школы.
Три года работал подручным в чеботарской мастерской, учился у художника.
В 1915 — 1917 г. — служил в русской императорской армии.
В 1918 г. — в Красной гвардии города Сумы. Тяжело болел. После выздоровления работал в кооперативной чеботарской мастерской в Сумах. Находился на профсоюзной (профсоюз кожевников) и хозяйственной работе.
Член ВКП(б) с 1923 года.
С 1926 г. — секретарь Тростянецкого районного комитета КП(б)У Сумского округа; секретарь Штеповского районного комитета КП(б)У Сумского округа. В 1931 — 1932 г. — на партийной работе по руководству строительством совхозов и машинно-тракторных станций в Черкасском районе Киевской области. Затем — секретарь Иванковского районного комитета КП(б)У Киевской области; секретарь Тетиевского районного комитета КП(б)У Киевской области.
С 1938 г. — уполномоченный Народного комиссариата заготовок СССР по Киевской области.
В 1940 году — заместитель председателя Киевского областного исполнительного комитета.
В ноябре 1940 — январе 1941 г. — исполняющий обязанности председателя Львовского областного исполнительного комитета.
В январе — июне 1941 г. — председатель исполнительного комитета Львовского областного совета депутатов трудящихся.

## Награды
- орден Знак Почета (7.02.1939)